# 막시밀리안 폰 슈페

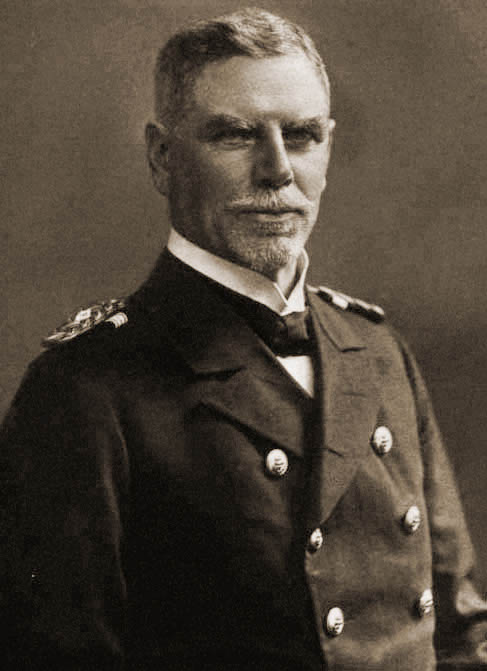
막시밀리안 폰 슈페

막시밀리안 요하네스 마리아 후베르트 폰 슈페 백작(독일어: Maximilian Johannes Maria Hubert Reichsgraf von Spee, 1861년 6월 22일 ~ 1914년 12월 8일)는 제1차 세계 대전 동안 활약한 독일 제국 해군의 제독(해군 중장)이다.

## 제1차 세계 대전 전 그의 생애
비록 그는 덴마크 코펜하겐에서 태어났지만, 슈페 백작 가문은 라인란트의 명문 귀족이었다. 그는 1878년 독일 제국 해군에 입대했다. 1887–88년에 독일 서아프리카 회사 카메룬의 항구들에서 해군을 지휘했다. 중국의 의화단 운동 당시 1899년 동아시아로 보내졌을 때, 그는 전함 SMS 브란덴부르크의 부함장이었다. 제1차 세계 대전전 그는 무기 개발과 관련한 많은 고위직을 맡았다. 1908년 북해 사령부의 참모장이 되었고, 1910년 1월 27일 해군 소장이 되었다. 그는 중국에 있는 자오저우 만 조차지내에 있는 칭다오 주둔 독일 동양 함대를 지휘할 권한이 주어졌다. 그의 함대의 장갑순양함들은 독일 해군에서는 가장 최신예 순양함이었으나, 하지만, 그의 배들은 전투순양함의 출현에 따라, 무용지물이 될 것이었다.

## 제1차 세계 대전
제1차 세계 대전 발발전에 그의 함대는, 연합군의 상선 및 수송선을 파괴하는 데 주력하여, 엄청난 성공을 거두었다. 하지만 슈페 제독은 연합군의 힘을 경계하였다. 특히 일본 제국 해군과 오스트레일리아 해군, 사실상 그는 후자의 기함 전투순양함 HMAS 오스트레일리아 1척만으로 그의 함대 전체 전력보다 우위에 있다고 기술했다.
따라서 칭다오에서 궁지에 몰리는 것을 피하기 위하여, 슈페 제독은 독일로 그의 함대의 귀환을 계획했다. 태평양을 지나, 혼곶을 돌아 대서양 북쪽으로 가는 향해였다. 슈페 제독의 해군본부 상관이 그에게 완전한 행동의 자유를 주었다. 하지만 그들은 그와 그의 배들이 운명에 마추치기전, 상대편에 큰 타격을 가하기를 희망했다. 런던의 해군장관 윈스턴 처어칠은 다음과 같이 기술했다. "그는 꽃병 속의 꽃이다." 적대 행위의 초기에 동양함대는 태평양 식민지들로 통상적인 검색 임무로 흩어지게 되었다.
장갑순양함 SMS 샤른호르스트호와 SMS 그나이제나우호는 캐롤라인 제도에 있는 포나페에 있었다. 함대는 석탄공급 및 스탭 회의를 위해 북 마리아나의 파간섬에서 만나기로 되어 있었다. 그가 중요 정보로부터 차단되어 있었기 때문에, 슈페 제독은 경순양함 SMS 뉘른베르크호를 최근 신문을 얻고, 독일 영사로부터 긴급 공문을 받기위해 미국 영토인 하와이의 호놀루루로 보냈다. SMS 뉘른베르크호는 크리스마스섬에서 함대와 합류했다. 이리하여 영국의 요청에 따라 뉴질랜드 원정군이 독일령 사모아의 점령하였음을 알게 되자, 슈페 제독은 SMS 샤른호르스트호와 SMS 그나이제나우호를 이끌고, 정박중인 영국과 영연방 자지령 배들을 파괴하기 위해 사모아로 향했다.
그는 연합군 순양함과 수송함이 떠난 3일후인, 1914년 9월 14일에 아피아에 도착했다. 제독은 약 1600명의 훈련을 충분히 받지 못한 뉴질랜드 지원군이 우플루에 있다는 것을 알게 되어, 식민지를 손쉽게 재탈환 할 수 있었다. 그는 섬 상륙은 연합군이 지배하는 바다에서, 단지 임시적인 잇점이 될 수 밖에 없다는 것을 깨닫고, 타히티 파페에테로 향하기로 결정한다. 거기서 프랑스 배들을 공격하고, 그의 함대의 다른 배들과 합류한뒤, 남 아메리카로 향했다. 1914년 11월 1일 칠레 중부 해안에서 벌어진 코로넬 해전에 참전하여, 크리스토퍼 크래독경이 지휘하는 두척의 영국 장갑순양함 HMS 굿 호프호와 HMS 맘모스호를 격침시켰다. 해전후 칠레 발라파리소에서 독일인 주민들과의 환영회에서, 슈페 제독은 해전 승리에 꽃을 선물 받았다.
1914년 12월 8일 슈페 제독은 포클랜드 제도의 스탠리에 있는 석탄저장소를 급습했다. 그는 영국이 포클랜드 제도를 지키고, 코로넬에서의 패배에 복수하기 위해, 2척의 현대적이고 빠른 전투순양함, HMS 인빈시블(1907)호와 HMS 인플렉시블호를 보낸 사실을 알지 못했다. 그리고 또한 스탠리 해군항에 HMS 카르나본 HMS 콘월 HMS 켄트 HMS 브리스톨 HMS 글라스고우호가 있었다.
포클랜드 해전에서, 슈페 제독의 기함 SMS 샤른호르스트호와, SMS 그나이제나우, SMS 뉘른베르크, SMS 라이프치히가 격침되어, 슈페 제독과 SMS 뉘른베르크호에 복무했던 그의 큰아들 해군 중위 "오토 폰 슈페", SMS 그나이제나우호에 복무했던 작은아들 "하인리히 폰 슈페"를 포함한 2200명의 독일 해병이 전사했다. 단지 SMS 드레스덴호와 보조함 "세이들리츠"호만 가까스르 탈출하였으나, "세이들리츠"호는 억류되었고, SMS 드레스덴호는 마침내 후안페르난데즈섬에서 발견되었고, 마스 어 티에라 해전동안 그배의 승무원에 의해 침몰되었다. 제1차 세계 대전후, 독일 해군 장교이자 스파이 프란츠 폰 린텔렌은 영국 해군 정보국의 윌리엄 레지날드 홀 제독과 인터뷰를 했으며, 다음과 같은 사실을 알아냈다. 영국의 암호 해독가들이 독일의 암호 코드를 해독, "거짓 전문"을 슈페 제독의 함대에게 보내 영국 장갑순양함 함대로 유인하였다. 그 "거짓전문"은 포클랜드 제도의 무선시설을 파괴시킬것을 독일 함대에게 명령한다는 내용이었다.

## 가족 관계
- 배우자: 마가레타 바로네스 폰 데어 오스텐-사켄(1867–1929)
- 자녀(두 아들, 딸):
- 오토 폰 슈페(1890.7.10 킬에서 태어남 – 1914.11.8 남대서양,포클랜드섬 앞 바다, 뉘른베르크호)
- 하인리히 폰 슈페(1893.4.24 킬에서 태어남 – 1914.11.8, 남대서양,포클랜드섬 앞 바다, 그나이제나우호)
- 후베르타 폰 슈페(1894.7.11 킬에서 태어남 – 1954.9.18 본)